# Vittorio Prodi

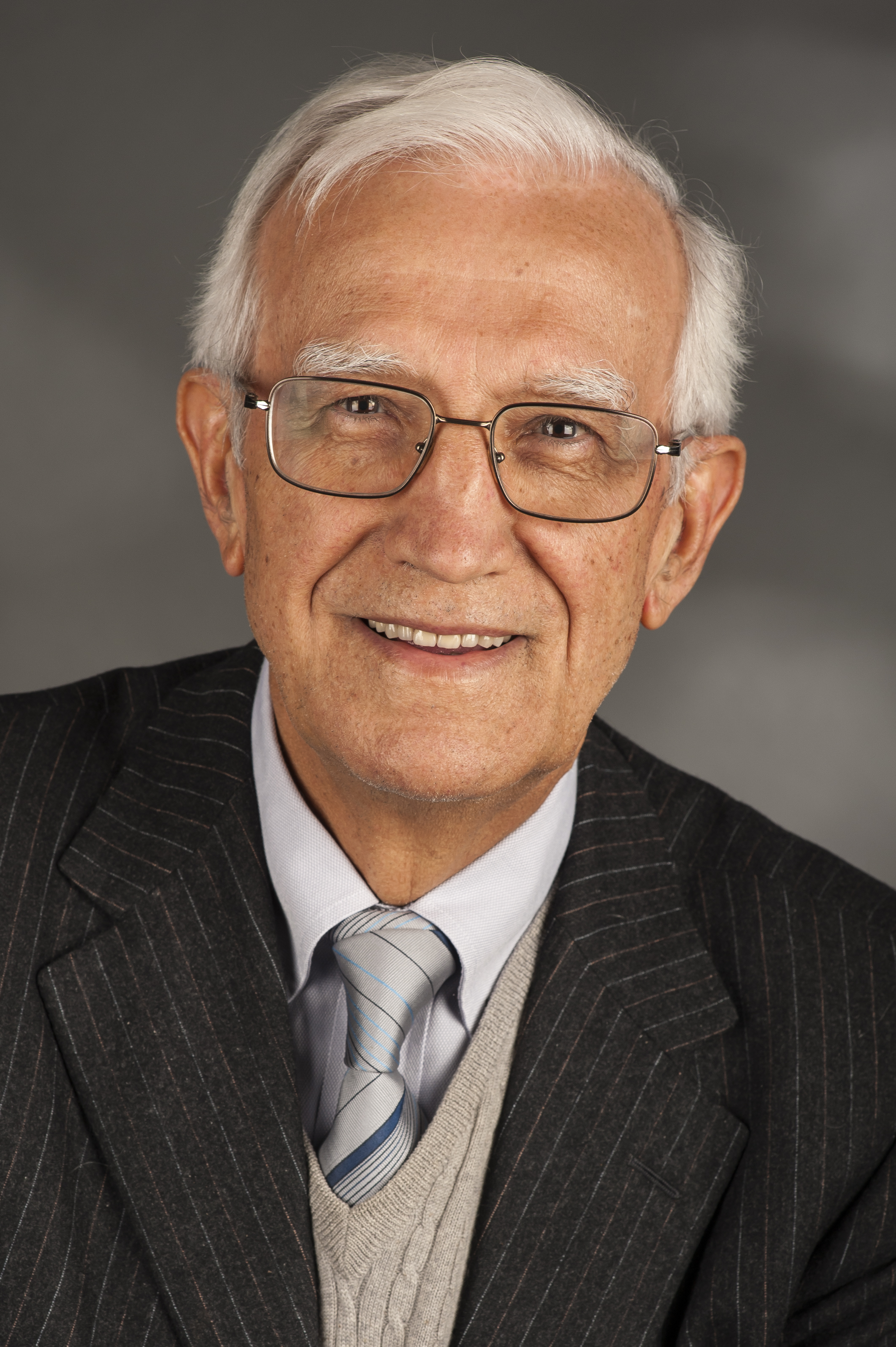
Vittorio Prodi (2014)

Vittorio Prodi (* 19. Mai 1937 in Reggio nell’Emilia; † 29. Juli 2023 in Bologna) war ein italienischer Physiker und Politiker (PD). Ab 2004 war er Mitglied des Europäischen Parlaments. Er war einer der sechs Brüder (und acht Geschwister) von Romano Prodi.

## Karriere
1959 graduierte Prodi in Physik an der Universität von Bologna. Ab 1970 war er hier als freier Dozent für nukleare Messungen tätig, außerdem unterrichtete er an verschiedenen anderen italienischen und internationalen Instituten. 1983 wurde Prodi in Bologna außerordentlicher Professor im Fachbereich Physik. Er verfasste mehrere Publikationen und war Inhaber von fünf internationalen Patenten.
Von 1986 bis 1992 war Prodi Vorsitzender der Katholischen Aktion in Bologna. 1992 begann er sich politisch zu engagieren und wurde von 1995 bis 2004 Präsident der Provinz Bologna. Bei der Europawahl 2004 wurde Prodi als Vertreter der zentristischen Partei La Margherita in das Europäische Parlament gewählt. Hier schloss er sich der Fraktion ALDE an, die alle Mitgliedsparteien der Europäischen Demokratischen Partei umfasste, zu der auch La Margherita zählte. Er war unter anderem Vizepräsident des Temporären Ausschusses zum Klimawandel, den das Parlament von 2004 bis 2009 hatte.
2007 ging La Margherita in der neu gegründeten Partito Democratico (PD) auf, in die auch Prodi übertrat. Bei der Europawahl in Italien 2009 erreichte er erneut ein Mandat und schloss sich nun zusammen mit den anderen PD-Abgeordneten der sozialdemokratischen Fraktion S&D an. Zuletzt war er Mitglied im Umweltausschuss des Parlaments.
Vittorio Prodi starb nach langer schwerer Krankheit am 29. Juli 2023 in Bologna.